# Orden des Vaterländischen Krieges

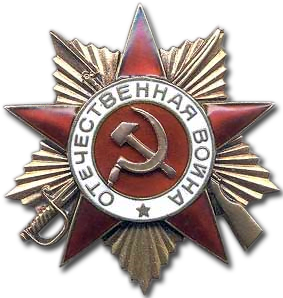
„Orden des Vaterländischen Krieges“ I. Klasse

Ordensband I. Klasse

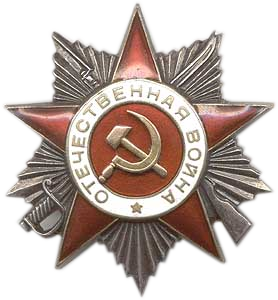
„Orden des Vaterländischen Krieges“ II. Klasse

Ordensband II. Klasse

Der Orden des Vaterländischen Krieges, auch Kriegsorden der UdSSR (russisch: Орден Отечественной войны) genannt, wurde ab 1942 an Kämpfer der Roten Armee, der sowjetischen Kriegsmarine sowie an Angehörige des NKWD und von Partisaneneinheiten verliehen, für „heldenhafte Taten im Großen Vaterländischen Krieg“ (sowjetische Bezeichnung für den Deutsch-Sowjetischen Krieg). Es gibt diesen Orden in zwei Klassen.
Grundlage für die Vergabe der Auszeichnung war das am 20. Mai 1942 durch das Präsidium des Obersten Sowjets der UdSSR beschlossene und später mehrfach ergänzte Ordensstatut.

## Beschreibung des Ordens in den beiden Klassen
Größe zwischen den Spitzen der Sterne: 45 mm
Durchmesser des Schriftringes: 22 mm
Auf der Rückseite hat der Orden einen Schraub-Stift zur Befestigung an der Kleidung.
Zu jeder Klasse gehört ein gesondertes Ordensband, das 24 mm breit und in Bordeaux-Rot gehalten ist mit kleinen fahnenroten Streifen.

### I. Klasse
Der Orden besteht aus drei Teilen. Ein 5-zackiger Stern, mit rubinroter Emaille erhaben belegt, befindet sich auf einem ebenfalls 5-zackigen Stern aus goldenen Strahlen als Hintergrund. In der Mitte auf dem roten Stern befindet sich ein Kreis aus weißer Emaille mit der in Gold ausgeführten Inschrift «ОТЕЧЕСТВЕННАЯ ВОЙНА» (Vaterländischer Krieg). Das runde rote Mittelfeld enthält das goldene Staatsemblem, Hammer und Sichel gekreuzt und durch zwei Nieten befestigt. Zwischen den beiden Sternen (dem roten und dem aus einem Strahlenkranz gebildeten) sind ein Säbel und ein Mosin-Nagant-Gewehr mit aufgepflanztem Seitengewehr sichtbar.
besteht aus 583-er Gold und Silber
Au: 8,329±0,379 g,
Ag: 16,754±0,977 g
Gesamtgewicht: 32,34±1,65 g.
Ordensband rubinrot mit einem 5 mm breiten roten Streifen in der Mitte

### II. Klasse
Der Orden besteht aus zwei Teilen. Im Unterschied zur I. Klasse besteht der untere Strahlenkranz aus Silber, die Darstellung des Gewehres und des Säbels ist oxidiert.
Der rot emaillierte Stern ist vergoldet.
Au: 0,325 g
Ag: 24,85±1,352 g
Gesamtgewicht: 28,05±1,50 g
Ordensband rubinrot mit zwei 3 mm breiten roten Seitenstreifen

## Einige ausgewählte Punkte aus dem Statut zur Vergabe des Ordens
| Kurzbeschreibung der Kriegshandlung                                                                               | für den Orden I. Klasse                                                                               | für den Orden II. Klasse                                                                              |
| --- | --- | --- |
| wer ein wichtiges gegnerisches Objekt traf oder vernichtete                                                       | | |
| Mitglieder von Flugzeugbesatzungen bei der Erfüllung einer Kampfaufgabe, für welche der Pilot oder der Steuermann | den Leninorden erhalten hat                                                                           | den Orden des Roten Sterns erhalten hat                                                               |
| wer im Luftkampf gegnerische Flugzeuge abschoss, : Bomberbesatzungen                                              | 4 Flugzeuge                                                                                           | 3 Flugzeuge                                                                                           |
| : Besatzung von Fernbombern                                                                                       | 5 Flugzeuge                                                                                           | 4 Flugzeuge                                                                                           |
| : Besatzung eines Kampfflugzeuges                                                                                 | 3 Flugzeuge                                                                                           | 2 Flugzeuge                                                                                           |
| : Fliegerabwehr                                                                                                   | 7 Flugzeuge                                                                                           | 6 Flugzeuge                                                                                           |
| Teilnehmer an kriegswichtigen Bomberflügen                                                                        | ab dem 20. Einsatz                                                                                    | ab dem 15. Einsatz                                                                                    |
| Teilnehmer an kriegswichtigen Fernbomberflügen                                                                    | ab dem 25. Einsatz                                                                                    | ab dem 20. Einsatz                                                                                    |
| Teilnehmer an kriegswichtigen Angriffsflügen                                                                      | ab dem 30. Einsatz                                                                                    | ab dem 25. Einsatz                                                                                    |
| Teilnehmer an kriegswichtigen Fernaufklärungsflügen                                                               | ab dem 25. Einsatz                                                                                    | ab dem 20. Einsatz                                                                                    |
| Teilnehmer an kriegswichtigen Nahaufklärungsflügen                                                                | ab dem 30. Einsatz                                                                                    | ab dem 25. Einsatz                                                                                    |
| Teilnehmer an kriegswichtigen Versorgungsflügen : über eigenem Territorium : über gegnerischem Territorium        | ab dem 60. Einsatz ab dem 30. Einsatz                                                                 | ab dem 50. Einsatz ab dem 20. Einsatz                                                                 |
| wer für die ständige Einsatzbereitschaft der Flugzeuge sorgte                                                     | | |
| wer unter gegnerischem Beschuss mehr als                                                                          | 10 Flugzeuge startklar auf das Rollfeld brachte                                                       | 5 Flugzeuge startklar auf das Rollfeld brachte                                                        |
| wer unter ständigem gegnerischem Artilleriefeuer                                                                  | 2 schwere oder mittlere Panzer oder 3 leichte Panzer vernichtete                                      | 1 schweren oder mittleren Panzer oder 2 leichte Panzer vernichtete                                    |
| … usw. für Schiffsbesatzungen, Reiter, Pioniere, …                                                                | (an Details Interessierte sollten sich die Seite der russischen Wikipedia zu diesem Orden durchlesen) | (an Details Interessierte sollten sich die Seite der russischen Wikipedia zu diesem Orden durchlesen) |

## Vergabe
Für Kämpfer und Kommandeure, die sich in den Kämpfen ausgezeichnet haben, wurde der Orden durch die Kriegskommandeure vor Ort direkt im Anschluss an die Kampfhandlungen nach vollbrachter „Heldentat“ verliehen.
Die ersten Empfänger des Ordens I. Klasse waren sowjetische Artilleristen, die gemäß dem Ordensstatut eine festgelegte Anzahl schwerer, mittlerer oder leichter Panzer vernichtet hatten: Im Mai 1942 hatten sie, Mitglieder des 32. und 42. Gardebataillons in der Schlacht bei Charkow unter ihrem Kommandanten Kapitän I. I. Kriklij, 200 Panzer der deutschen Wehrmacht außer Gefecht gesetzt, wofür nur 32 eigene geopfert wurden.

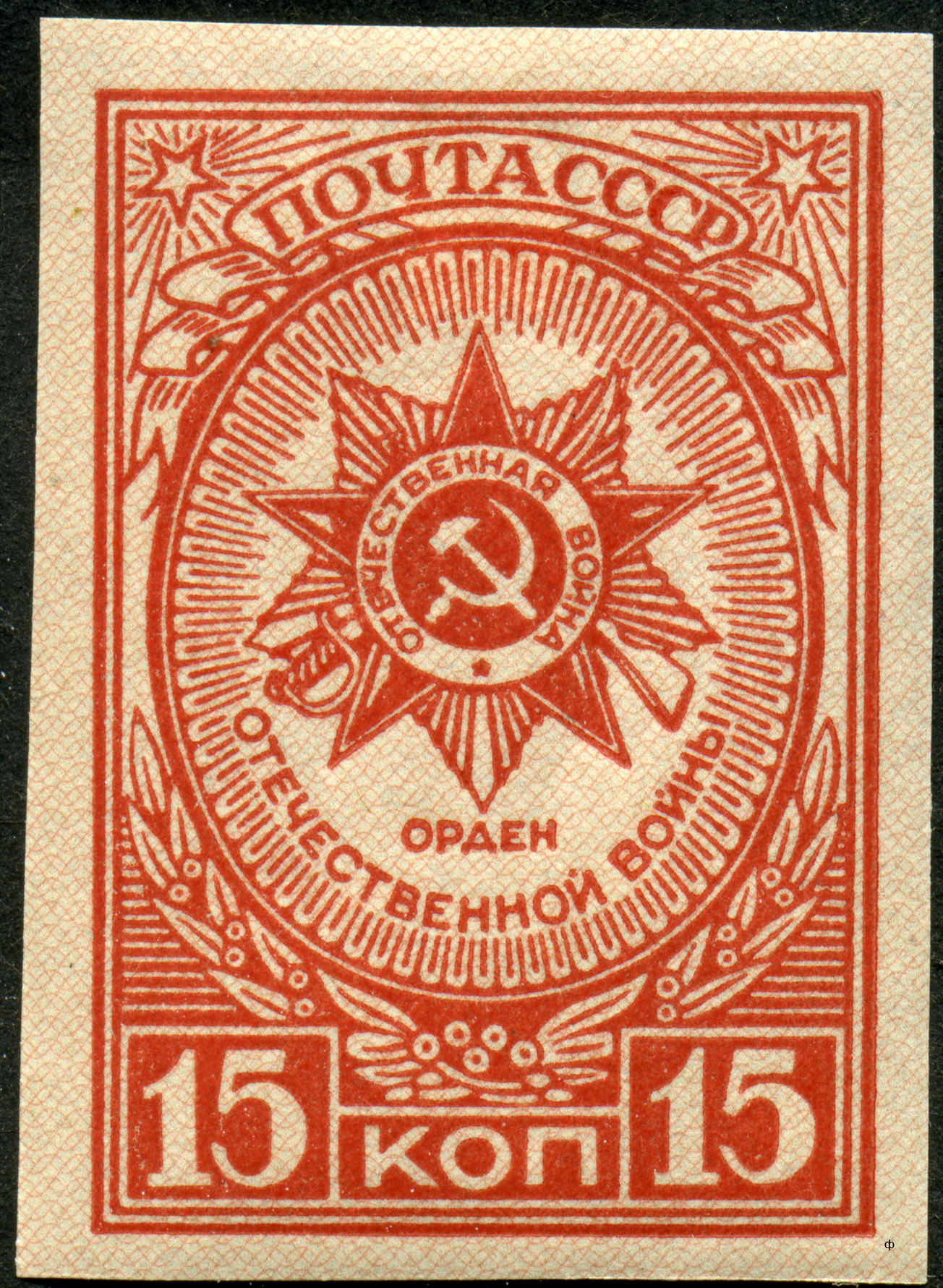
Der Kriegsorden auf einer Marke der UdSSR von 1944

In der Geschichte des Ordens I. Klasse gibt es auch Besonderheiten zu berichten. So wurde von der Besatzung des U-Bootes «К-21» am 5. Juli 1942 das deutsche Schlachtschiff Tirpitz in der Barentssee durch Torpedos beschossen, alle Mitglieder der Schiffsbesatzung erhielten den Orden Erster Klasse. – Aus einer anderen Quelle geht hervor, dass die Sterntorpedos jedoch gar nicht getroffen hatten.
Im Jahre 1985, dem 40. Jahrestag des Sieges über den Faschismus, wurde der Orden I. Klasse auf Beschluss des Präsidiums des Obersten Sowjets an die noch lebenden Kriegsveteranen (Helden der Sowjetunion bzw. Träger des Siegesordens) wie Marschälle, Generäle, Admiräle und Kriegs-Invaliden, vergeben. Auch der Orden II. Klasse ging an Kriegsveteranen aus Partisaneneinheiten und Untergrundorganisationen, wenn sie nicht bereits früher diese Auszeichnung erhalten hatten, sowie an Teilnehmer des Sowjetisch-Japanischen Krieges.
Von 1942 bis 1945 wurde der Orden des Vaterländischen Krieges I. Klasse 324.903 Mal und II. Klasse 951.652 Mal verliehen. Mit der Jubiläumsauszeichnung 1985 wurden ca. 2.054.000 (I. Klasse) und 5.408.000 (II. Klasse) noch lebende Veteranen ausgezeichnet.

## Bekannte Träger

### Träger des Ordens des Vaterländischen Krieges beider Klassen
Träger des Ordens des Vaterländischen Krieges I. und II. Klasse waren unter anderem: 
- Marschall der Sowjetunion Wassili Petrow (1917–2014)
- Major Irina Rakobolskaja (1919–2016)
- Major Oleg Reutow (1920–1998)

### Träger des Ordens des Vaterländischen Krieges I. Klasse
Träger des Ordens des Vaterländischen Krieges I. Klasse waren unter anderem:
- Generaloberst Alexei Rodin (1902–1955)
- Generalleutnant Alexander Bachtin (1885–1963)
- Generalleutnant Fjodor Katkow (1901–1992)
- Generalleutnant Jefim Puschkin (1899–1944)
- Oberst Endel Puusepp (1909–1996)
- Major Marina Raskowa (1912–1943)
- Oberleutnant Wladimir Etusch (1922–2019)
- Sergeant Meliton Kantaria (1920–1993)
- deutsche Widerstandskämpferin Ingeborg Kummerow (1912–1943)
- deutscher Widerstandskämpfer Kurt Schulze (1894–1942)

### Träger des Ordens des Vaterländischen Krieges II. Klasse
Träger des Ordens des Vaterländischen Krieges II. Klasse waren unter anderem:
- Sergeant Serafima Gromowa (1923–2013)
- Soldat Iwan Odartschenko (1926–2013)
- Kapitänin auf Großer Fahrt Anna Schtschetinina (1908–1999)
- deutsche Widerstandskämpferin Klara Schabbel (1894–1943)
- Leida Laius (1923–1996), estnische Filmregisseurin